# Anna Bachofner
Anna Bachofner (Bern, 10 juni 1839 - Männedorf, 2 februari 1909) was een Zwitserse schrijfster.

## Biografie
Anna Bachofner was een dochter van Johann Friedrich Buxtorf, een handelaar, en huwde in 1874 Heinrich Bachofner. Verschillende van haar werken werden meermaals uitgegeven, zoals in het bijzonder Mathildens Genesung uit 1876. Ze schreef tevens kerstverhalen voor kinderen, zoals Martha's Weihnachtsfest (1874) en het vierdelige Vom Himmel hoch, da komm ich her! (1903-1906). Daarnaast schreef ze meerdere biografieën, meestal over vrouwen, maar in 1900 bijvoorbeeld ook die van haar echtgenoot.

## Werken
- (de)  Martha's Weihnachtsfest, 1874.
- (de)  Mathildens Genesung, 1876.
- (de)  Vom Himmel hoch, da komm ich her!, 1903-1906.